# Henri IV du Kongo
Henri IV du Kongo  (Nteyé a Nkenge  en kikongo et Henrique  en  portugais) (1873-1901) . Manikongo du royaume du Kongo de 1896 à 1901.

## Contexte
À la mort d'Alvare XIV Água Rosada le 18 novembre 1896 son héritier naturel, un petit-fils de Pierre VI; Pedro de Água Rosada  Lelo, âgé de sept ans , se rend à Luanda et Huila pour étudier dans les missions catholiques locales. La régence est exercée par un « proche parent » d'Alvare XIV : Henri Nteyé a Nkenge parfois considéré comme le roi « Henri IV du Kongo ». Ce dernier meurt d'une angine de poitrine à Sao Salvador le 3 avril 1901. Le 8 mai suivant le résident portugais convainc les chefs locaux d'accepter Pedro de Água Rosada  Mbemba, comte de Tuku en Madimba, pour lui succéder 

## Sources
- (en) Jelmer Vos, Kongo in the Age of Empire 1860-1913, Madison, The University of Wiscontin Press, 2015 (ISBN 9780299306243), p. 24,84,98-100,107,136
- (en) & (de) Peter Truhart, Regents of Nations, K.G Saur Munich, 1984-1988  (ISBN 359810491X), Art. « Costal States / Küstenstaaten », p. 240